# Aldrichiomyza
Aldrichiomyza är ett släkte av tvåvingar. Aldrichiomyza ingår i familjen sprickflugor och underfamiljen Phyllomyzinae.

## Arter
- Aldrichiomyza agromyzina
- Aldrichiomyza elephas
- Aldrichiomyza flaviventris
- Aldrichiomyza iwasai
- Aldrichiomyza koreana
- Aldrichiomyza longirostris